# نهائي كأس آسيا 1972
نهائي كأس آسيا 1972 1972 AFC Asian Cup Final كانت مباراة كرة قدم حددت الفائز في كأس آسيا 1972 وهي البطولة الخامسة من كأس آسيا التي تقام كل أربع سنوات تتنافس عليها المنتخبات الوطنية للرجال من الاتحادات الأعضاء في الاتحاد الآسيوي لكرة القدم .  وكانت هذه هي المرة الأولى التي تقام فيها مباراة نهائية في كأس آسيا. لأن النسخ الأربع السابقة أقيمت بنظام الدوري. فازت إيران بالمباراة بفوزها على كوريا الجنوبية 2–1 بعد الوقت الإضافي لتفوز بكأس آسيا للمرة الثانية.

## الملعب
كان الملعب الوطني في بانكوك في تايلاند هو ملعب المباراة تانهائي لكأس آسيا 1972. تم بناء الملعب الذي يتسع 19.793 مقعد في عام 1937. كان الملعب الوحيد المستخدم لاستضافة كأس آسيا 1972؛ لعبت جميع المباريات في هذا الملعب.

## الطريق إلى النهائي
| إيران                             | إيران                             | الدور                  | كوريا الجنوبية                    | كوريا الجنوبية                    |
| --------------------------------- | --------------------------------- | ---------------------- | --------------------------------- | --------------------------------- |
| الخصم                             | النتيجة                           | مباريات تخصيص المجموعة | الخصم                             | النتيجة                           |
| كمبوديا                           | 2–0                               |                        | العراق                            | 0–0 (a.e.t.) (2–4 pen.)           |
| الخصم                             | Result                            | مرحلة المجموعات        | الخصم                             | Result                            |
| العراق                            | 3–0                               | مباراة 1               | كمبوديا                           | 4–1                               |
| تايلاند                           | 3–2                               | مباراة 2               | الكويت                            | 1–2                               |
| Group A winners1972 AFC Asian Cup | Group A winners1972 AFC Asian Cup | الترتيب في المجموعات   | Group B winners1972 AFC Asian Cup | Group B winners1972 AFC Asian Cup |
| الخصم                             | النتيجة                           | خروج المغلوب           | الخصم                             | النتيجة                           |
| كمبوديا                           | 2–1                               | نصف النهائي            | تايلاند                           | 1–1 (a.e.t.) (2–1 pen.)           |

## المباراة

### التفاصيل
| إيران                  | 2–1 (ب.و.إ.) | كوريا الجنوبية    |
| ---------------------- | ------------ | ----------------- |
| جباري 48' · كلاني 108' |              | Park Lee-chun 65' |